# Josef Oswald

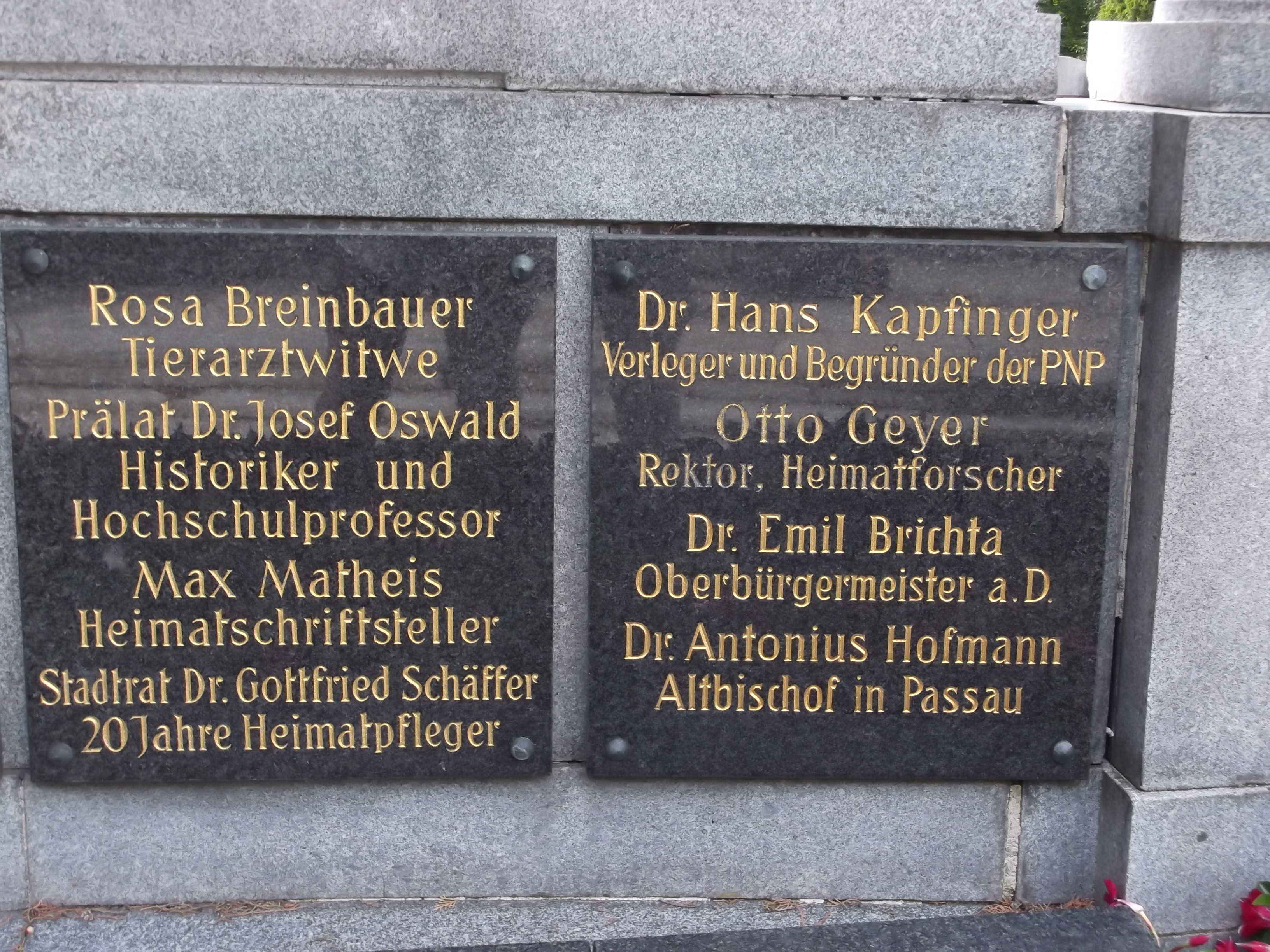
Auf Ehrenmal der Stadt Passau

Josef Oswald (* 1. April 1900 in Riggerding (damals noch Bradlberg); † 10. Januar 1984 in Passau) war ein Passauer Heimatforscher und Geschichtsschreiber. Am 2. Dezember 1968 wurde der Hochschulprofessor zum Ehrenbürger der Stadt Passau ernannt. Sein Name steht auf dem Ehrenmal der Stadt Passau auf dem Innstadtfriedhof.

## Leben und Wirken
Josef Oswald besuchte ab 1911 das Gymnasium Leopoldinum in Passau und studierte ab 1919 an der dortigen Philosophisch-Theologischen Hochschule; 1920 wechselte er an die Universität München. Von Bischof Sigismund Felix Freiherr von Ow-Felldorf empfing er 1924 in Passau die Priesterweihe und widmete sich im Anschluss seelsorgerischer Tätigkeit, unter anderem im Geburtsort des ehemaligen Papstes Benedikt XVI., Marktl. Nach seiner Promotion und Habilitation übernahm er 1936 die Vertretung des Lehrstuhls für Kirchengeschichte an der Universität München. Nach mehreren Zwischenstationen als Dozent an verschiedenen Universitäten wird er 1945 zum außerordentlichen Professor an der Philosophisch-Theologischen Hochschule Passau ernannt, bis er 1948 zum ordentlichen Professor berufen wurde. Einen Ruf an die Westfälische Wilhelms-Universität nach Münster lehnte er im Jahr 1952 ab. Von 1949 bis 1955 war Oswald Rektor der dortigen Philosophisch-Theologischen Hochschule, 1955 wurde ihm die Leitung der Staatlichen Bibliothek Passau übertragen (bis 1978). Er war nicht nur Mitglied der Bayerischen Akademie der Wissenschaften, sondern wirkte darüber hinaus in mehreren anderen Vereinen aktiv mit (unter anderem seit 1955 in der Lamplbruderschaft).

## Ostbairische Heimatforschung
Von 1947 bis 1969 war Josef Oswald Leiter des Instituts für Ostbairische Heimatforschung. Zu seinen größten Verdiensten als solcher gehörte die Wiederbelebung der „Ostbairischen Grenzmarken“ im Jahre 1957 sowie die Eingliederung des bis dahin privaten Instituts in die Philosophisch-Theologische Hochschule. Josef Oswald, unter anderem auch Mitbegründer der „Europäischen Wochen“ und Ehrenmitglied des Vereins, wurde 1980 als erstem der „Oswald-Ring“ überreicht. Nur vier Jahre später, am 10. Januar 1984, starb Oswald 83-jährig.

## Auszeichnungen
- Bischöflicher Geistlicher Rat
- Päpstlicher Hausprälat
- Bayerischer Verdienstorden (1961)
- Großes Bundesverdienstkreuz (1972)
- Ehrenbürger der Stadt Passau
- Passauer Bürgermedaille
- Oswald-Ring
- Ehrenmitglied der katholischen Studentenverbindung KDStV Aenania München (1951)
- Aventinus-Medaille des Verbandes bayerischer Geschichtsvereine (1977)[1]

## Schriften (Auswahl)
- Das alte Passauer Domkapitel.  Seine Entwicklung bis zum 13. Jahrhundert und sein Wahlkapitulationswesen (= Münchener Studien zur historischen Theologie, Bd. 10). Kösel & Pustet, München 1933.
- Beiträge zur altbayerischen Kultur- und Kirchengeschichte (= Neue Veröffentlichung des Instituts für Ostbaierische Heimatforschung, Bd. 35). Passau 1976.